# Бедонь-Пшикосьцельни
Бедонь-Пшикосьцельни (пол. Bedoń Przykościelny) — село в Польщі, у гміні Андресполь Лодзький-Східного повіту Лодзинського воєводства.
Населення — 1403 особи (2011).

## Демографія
Демографічна структура станом на 31 березня 2011 року:
|          | Загалом | Допрацездатний вік | Працездатний вік | Постпрацездатний вік |
| -------- | ------- | ------------------ | ---------------- | -------------------- |
| Чоловіки | 665     | 133                | 466              | 66                   |
| Жінки    | 738     | 135                | 440              | 163                  |
| Разом    | 1403    | 268                | 906              | 229                  |